# شعبة البقطان (ردفان)
شعبة البقطان هي إحدى قرى عزلة الحبيلين بمديرية ردفان التابعة لمحافظة لحج، بلغ تعداد سكانها 7 نسمة حسب تعداد اليمن لعام 2004.